# فيتوريو بوتسو
فيتوريو بوزو (بالإيطالية: Vittorio Pozzo)‏، (تورينو، 2 مارس 1886 - بونديرانو بمقاطعة بييلا، 21 ديسمبر 1968) مدرب كرة قدم إيطالي سابق، وهو الذي قاد منتخب إيطاليا لكرة القدم للفوز في كأس العالم مرتين عاميّ 1934 و1938، إضافة إلى مسابقة كرة القدم في الألعاب الأولمبية خلال دورة عام 1936 في برلين، و قد درب منتخب إيطاليا لكرة القدم مدة تسعة عشر عاماً منذ عام 1929 وحتى عام 1948، وهو المدرب الوحيد الذي قاد منتخب بلادة للفوز بكأس العالم مرتين.
درب عدة أندية إيطالية من بينها نادي تورينو منذ عام 1912 حتى عام 1922، و نادي إيه سي ميلان لكرة القدم منذ عام 1924 وحتى عام 1926.

## روابط خارجية
- فيتوريو بوتسو على موقع قاعدة بيانات كرة القدم.إي يو (الإنجليزية)
- فيتوريو بوتسو على موقع عالم كرة القدم.نت (الإنجليزية)
- فيتوريو بوتسو على موقع أوليمبيديا (الإنجليزية)